# Røde Kors i Danmark
Røde Kors i Danmark er en humanitær hjælpeorganisation, der består af 220 lokalafdelinger i Danmark med hver sin bestyrelse. I Danmark driver Røde Kors asylcentre og har ansvaret for personer der søger om asyl.
Moderorganisationen Røde Kors var aktiv i Danmark under 2. Slesvigske Krig i 1864, hvilket var den første krig overhovedet organisationen deltog i. Dansk Røde Kors' virke går tilbage til oprettelsen af Foreningen af syge og såredes pleje under krigsforhold, der blev etableret 26. april 1876. Grundlaget for de første lokalafdelinger og det landsdækkende netværk af frivillige blev lagt i 1917. Røde Kors i Danmark består i dag af flere end 25.000 frivillige.
Udover arbejdet med asylcentrene udfører foreningens mange frivillige også jobs som besøgsvenner, samaritter og giver førstehjælpskurser. Det er også frivillige der ringer dørklokker under landsindsamlinger.

## De syv principper
Røde kors har syv principper som de arbejder indenfor:
- Medmenneskelighed: At hjælpe mennesker i nød for at forhindre og lindre menneskelig smerte, hvor  end den findes.
- Upartiskhed: At hjælpe alle uanset nationalitet, køn, tro, religiøst tilhørsforhold og politisk tilknytning.
- Neutralitet: Aldrig at tage parti, men at hjælpe alle uden at tage hensyn til skyld og uskyld.
- Uafhængighed: Aldrig at lade sig tvinge til eller forhindre i at hjælpe, hvor organisationen mener, der er brug for den.
- Frivillighed: At lade foreningen basere på frivillig arbejdskraft og være uafhængig af statslige interesser.
- Enhed: Der kan kun være ét Røde Kors-selskab i hvert land, og selskabet skal være åbent for alle.
- Almengyldighed: At alle Røde Kors-selskaber i verden er lige – med samme rettigheder og samme pligter.

## Galleri
- Mindesten nær Historiecenter Dybbøl Banke
- Genbrugsbutik i Skærbæk